# Notre-Dame-de-la-Garde (Étretat)

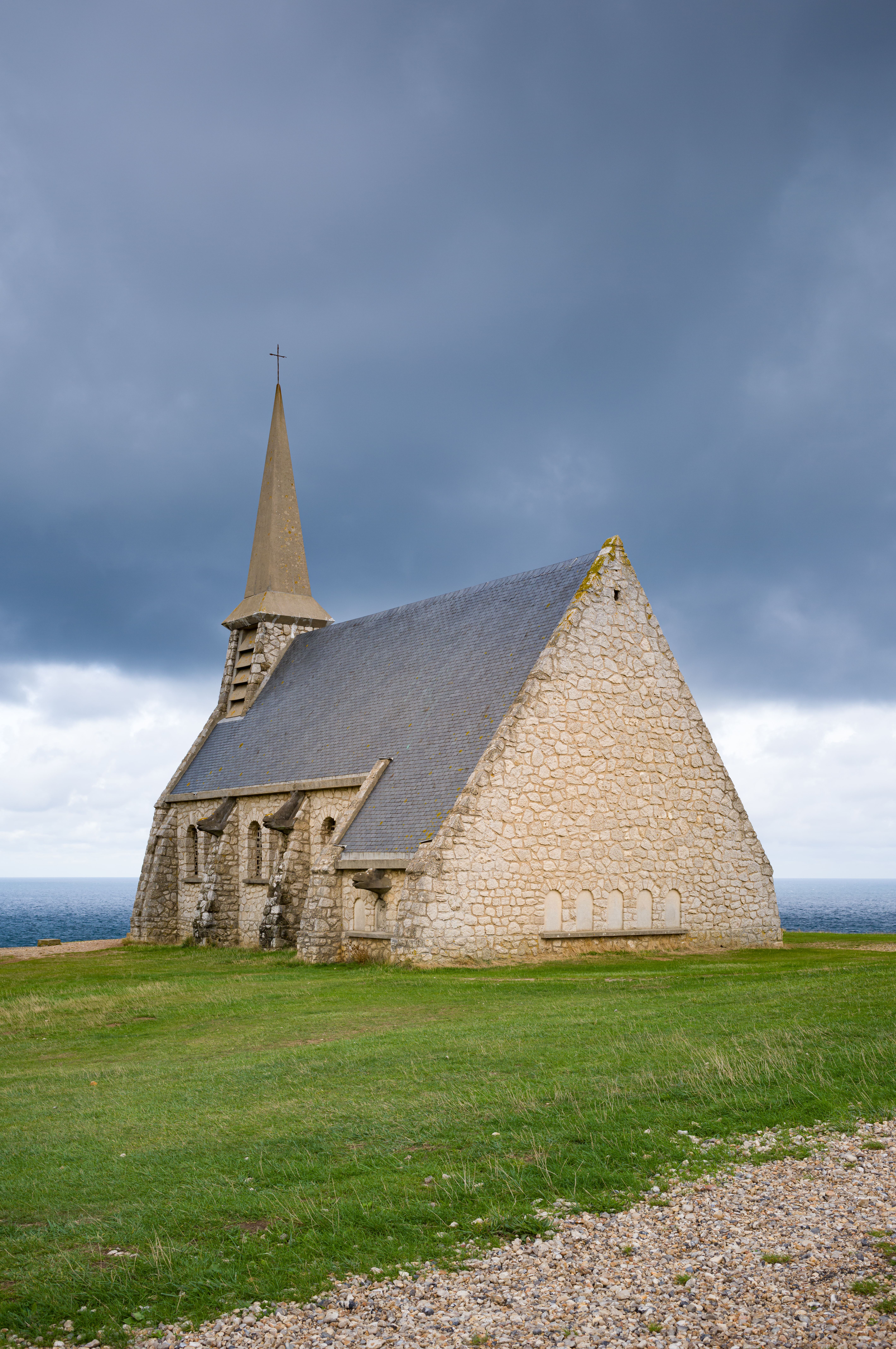
Notre-Dame-de-la-Garde, 2022

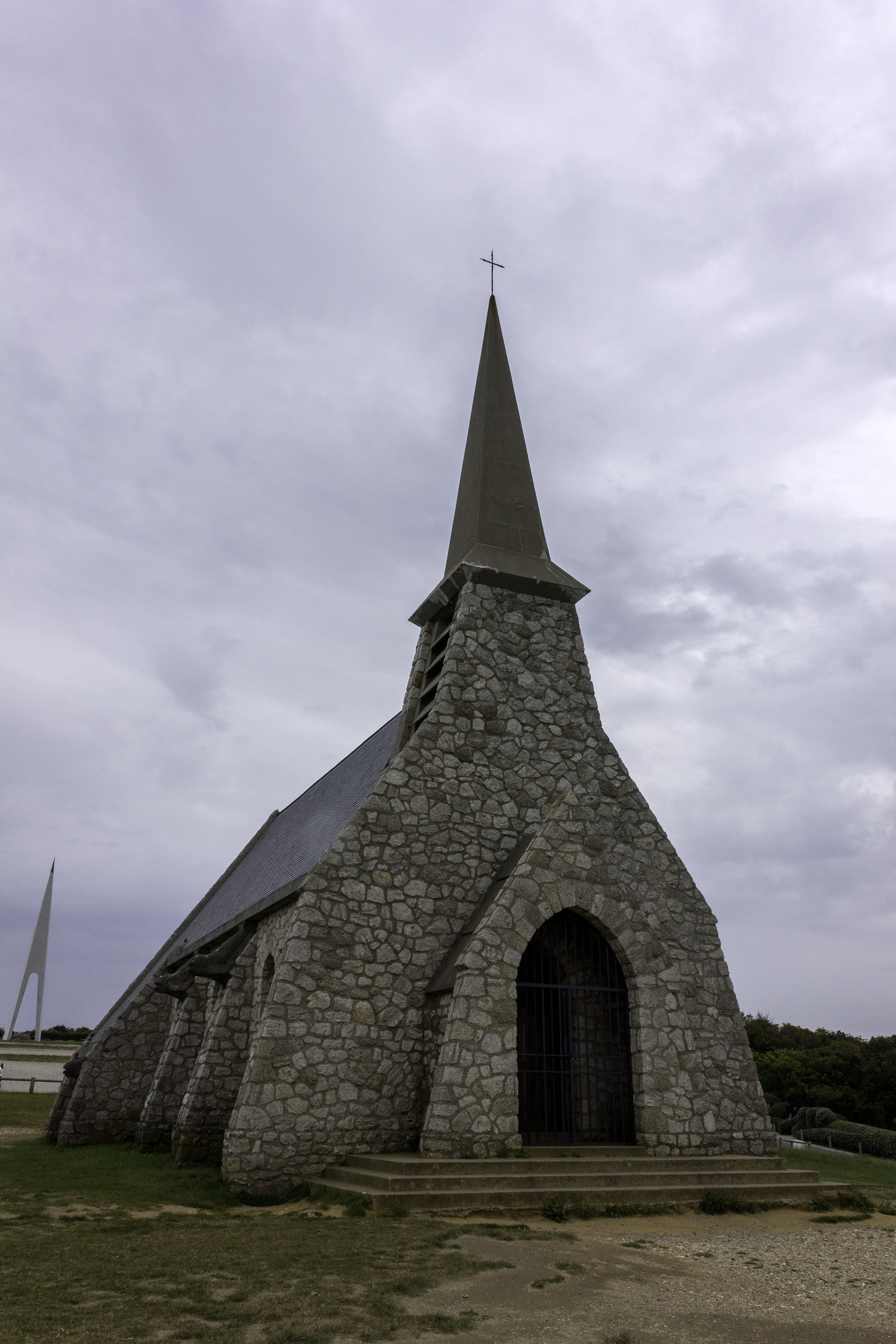
Westgiebel, 2017

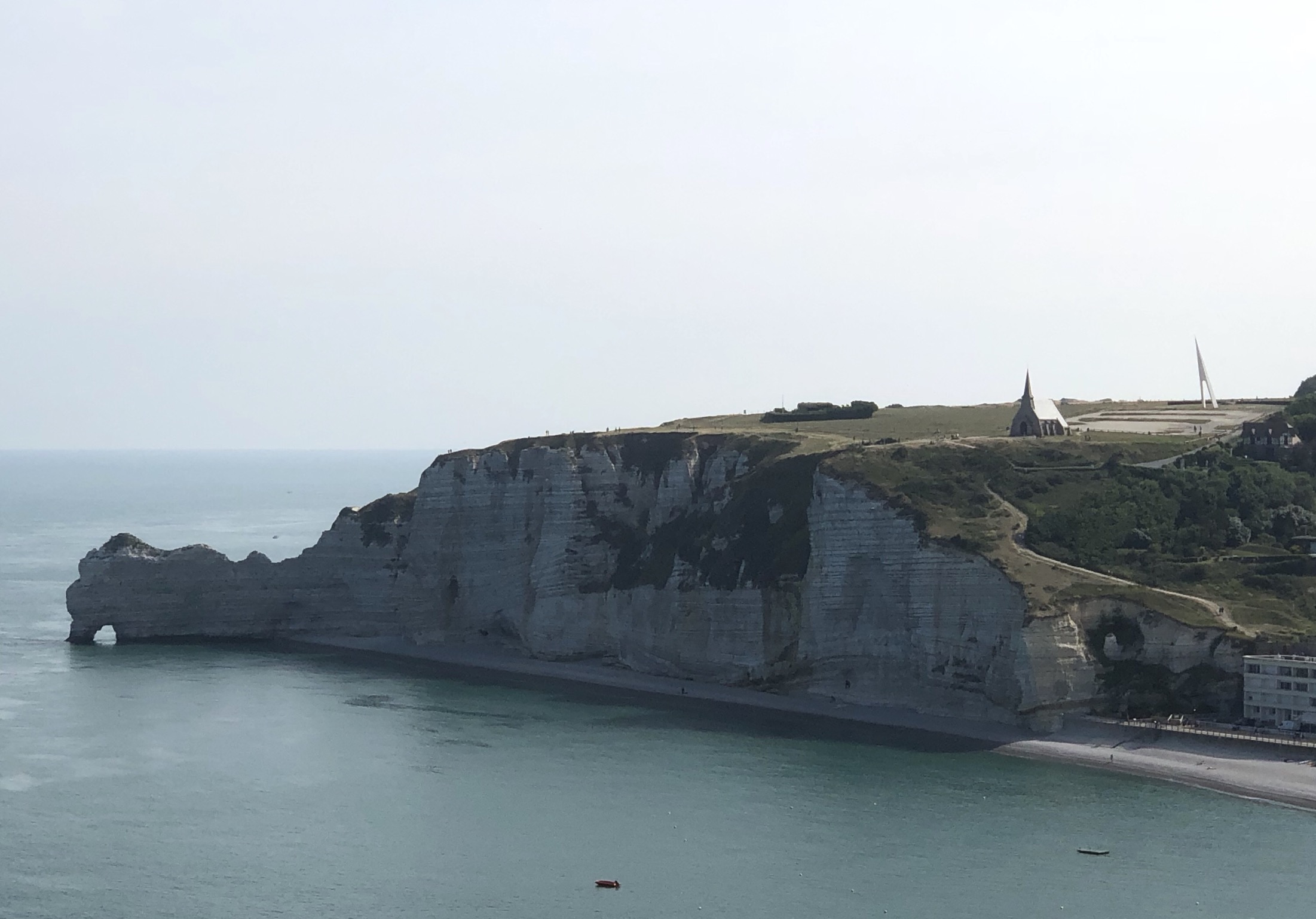
Notre-Dame-de-la-Garde (rechts) auf dem Falaise d’Amont

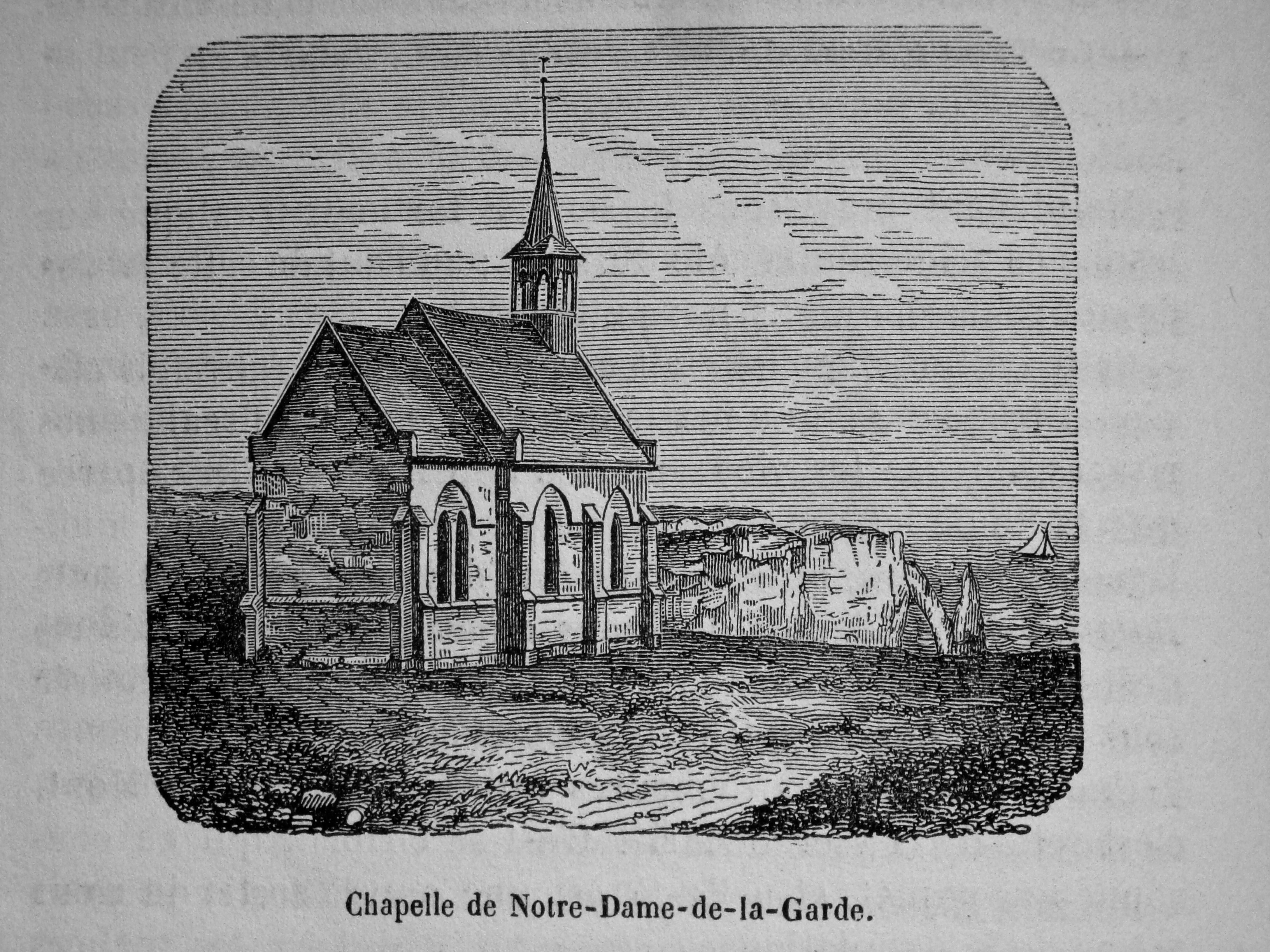
Vorgängerbau, 1869

Notre-Dame-de-la-Garde ist eine Kapelle in Étretat im französischen Département Seine-Maritime in der Normandie.

## Lage
Sie befindet sich weithin sichtbar an der Alabasterküste am Ärmelkanal, nur etwa 50 Meter von der Steilküste entfernt, nordöstlich oberhalb von Étretat auf dem Falaise d’Amont. Östlich steht das an Flugpioniere erinnernde Nungesser-und-Coli-Denkmal.

## Architektur und Geschichte
Der Bau einer katholischen Kapelle an dieser Stelle ging auf eine Initiative des Pfarrers Père Michel im Jahr 1854 zurück und diente auch als Ehrung für die auf See gebliebenen Seeleute. Die Finanzierung erfolgte mit Hilfe des aufkommenden Tourismus und der ersten Touristen. Die Weihe der Seeleuten und Fischern gewidmeten Kapelle erfolgte am 6. August 1856.
Während des Zweiten Weltkriegs wurde die Kapelle 1942 von deutschen Besatzungstruppen zerstört, nach Kriegsende jedoch in neuer Form im Stil der Neogotik vom Architekten Arthur Giraudet und dem Unternehmer Lanfry aus Rouen wieder aufgebaut. Die Weihe des Neubaus fand am 22. August 1950 durch Erzbischof Joseph-Marie Martin statt. Seit diesem Zeitpunkt ist die Kapelle der Heiligen Jungfrau geweiht. Der Weihbischof von Rouen Daniel-Auguste Lemonnier segnete die Innenausstattung.
Der schlanke Kirchturm thront über dem im Westgiebel befindlichen Portal. Das Portal ist mit einem Gittertor verschlossen. Die Fassade besteht aus Natursteinen, während das mit Schiefer gedeckte Dach an einen umgekehrt liegenden Schiffsrumpf erinnert. Als Zierde finden sich als Fischköpfe gestaltete Wasserspeier. Die Glasfenster stammen aus dem Jahr 1964 und wurden in der Werkstatt Degusseau hergestellt.
Die Kapelle ist jetzt in Privatbesitz und nur selten für die Öffentlichkeit zugänglich.